# Вершина (Тюменская область)
Вершина — деревня в Нижнетавдинском районе Тюменской области России. Входит в состав Антипинского сельского поселения.

## География
Деревня находится на западе Тюменской области, в пределах юго-западной части Западно-Сибирской низменности, в зоне подтайги, на реке Вершина (приток Лабуты), на расстоянии примерно 23 километров (по прямой) к северо-востоку от села Нижняя Тавда, административного центра района.

### Климат
Климат резко континентальный с холодной продолжительной зимой и коротким тёплым летом. Средняя температура воздуха самого холодного месяца (января) — −18,6 °C (абсолютный минимум — −53 °C); самого тёплого месяца (июля) — 17,6 °C (абсолютный максимум — 38 °С). Безморозный период длится в среднем 111 дней. Среднегодовое количество атмосферных осадков составляет 300—400 мм, из которых 70 % выпадает в тёплый период. Продолжительность залегания снежного покрова составляет в среднем 156 дней.

## История
Основано в 1923 г. По данным на 1926 год выселок Вершина состоял из 29 хозяйств. В административном отношении входил в состав Троицкого сельсовета Нижнетавдинского района Тюменского округа Уральской области.

## Население
| 2010 |
| ---- |
| 57   |

По данным переписи 1926 года на выселке проживало 139 человек (66 мужчин и 73 женщины), в том числе: русские составляли 100 % населения.
Согласно результатам переписи 2002 года, в национальной структуре населения русские составляли 55 % населения, татары — 39 % из 83 чел.